# وينفريد روبنسون
وينفريد روبنسون (بالإنجليزية: Winifred Robinson)‏ هي صحفية بريطانية، ولدت في 7 ديسمبر 1957.